# Аспара (Меркенський район)
Аспара́ (каз. Аспара) — село у складі Меркенського району Жамбильської області Казахстану. Адміністративний центр Аспаринського сільського округу.
Населення — 1028 осіб (2021; 1086 у 2009, 1445 у 1999, 1444 у 1989).